# Escuela de Derecho Howard
La Escuela de Derecho Howard (en inglés: Howard Law School o HUSL) es la escuela de Derecho de la Universidad Howard. Está ubicada en Washington D. C. (Estados Unidos) y es una de las facultades de derecho más antiguas del país, así como la más antigua de las denominadas históricamente negras.
Otorga unos 185 títulos de Máster en Derecho y Juris Doctor por año a sus alumnos, tanto en Estados Unidos como en países de América Del sur, el Caribe, África, y Asia. Desde 1931, está acreditada por el Colegio de abogados de Estados Unidos y la Asociación de Escuelas de Derecho de Estados Unidos.

## Historia
La Universidad Howard abrió su departamento de Derecho el 6 de enero de 1869, durante la reconstrucción, bajo el liderazgo de John Mercer Langston. Sus fundadores reconocieron "una gran necesidad de entrenar abogados que tengan un fuerte compromiso por ayudar a los afroamericanos a proteger sus nuevos derechos".
La primera promoción tuvo seis estudiantes, que realizaban tres encuentros semanales por la noche en sus hogares y en las oficinas de los por entonces cuatro profesores. Las clases se dictaban en distintos lugares hasta 1974, cuando la Escuela se ubicó en su edificio actual, en Van Ness Street N.W. 2900. Por ese entonces, la Licenciatura en Derecho (Bachelor of Law) tenía una duración de solo dos años. La primera colación de grado se celebró en 1871, otorgándole sus títulos a diez estudiantes.
En 1931, fue acreditada por el Colegio de abogados de Estados Unidos y la Asociación de Escuelas de Derecho de Estados Unidos.

### Participación de mujeres
La Escuela de Derecho Howard fue la primera en su país en permitir el ingreso tanto de hombres como mujeres, blancos o afroamericanos. La admisión de mujeres fue una política progresista en la época, pero solo ocho se graduaron durante los primeros 30 años de vida de la institución.
En 1890, la revista de Leyes The Green Bag descubrió que, incluso en Howard, las mujeres tenían dificultades para ingresar a la carrera o para tener la posibilidad de matricularse en el Colegio de Abogados.
Charlotte E. Ray ingresó en 1869 y se graduó en 1872, convirtiéndose así en la primera abogada mujer y afroamericana en Estados Unidos. Mary Ann Shadd fue una de las primeras cuatro alumnas, en 1880.

### Lazos con el Movimiento por los derechos civiles
La Escuela de Derecho Howard tiene una fuerte relación con el Movimiento por los derechos civiles en Estados Unidos. Uno de sus antiguos decanos, Charles Hamilton Houston, trabajó para la NAACP y fue apodado "El hombre que eliminó a Jim Crow".
Thurgood Marshall, abogado graduado en 1933 en Howard, litigió exitosamente frente a la Corte Suprema en el Caso Brown contra Consejo de Educación y, en 1967, se convirtió en el primer juez afroamericano de la Corte Suprema estadounidense.
En 1950, Pauli Murray, una abogada graduada en Howard, publicó States' Laws on Race and Color, una crítica sobre las leyes estatales de segregación racial en Estados Unidos. Thurgood Marshall nombró a esta publicación "La biblia del Movimiento por los derechos civiles".
En 1952 y 1953, James Nabrit Jr. y George E. C. Hayes, dos profesores de Howard, participaron del caso Bolling v. Sharpe en la Corte Suprema, un caso de referencia que acompañó al Caso Brown contra Consejo de Educación.

## Campus
El campus está ubicado en Forest Hills, en el noroeste de Washington D. C. Se encuentra cerca de la Universidad del Distrito de Columbia y a unos ocho kilómetros del campus principal de la Universidad Howard. Posee unos 89 000 metros cuadrados.